# Kari Liimo
Kari Liimo, né le 6 mars 1944, à Lappeenranta, en Finlande, est un joueur et entraîneur finlandais de basket-ball. Il est le frère de Martti Liimo.

## Palmarès
- Coupe de Finlande 1974, 1975